# Pallavolo ai XIII Giochi del Mediterraneo
La pallavolo ai XIII Giochi del Mediterraneo si è giocata durante la XIII edizione dei Giochi del Mediterraneo, che si è svolta a Bari, in Italia, nel 1997: in questa edizione si è svolto sia il torneo maschile che quello femminile e la vittoria finale alla nazionale di pallavolo maschile della Francia e alla nazionale di pallavolo femminile dell'Italia.